# José Mancilla Peregrina
José Mancilla Peregrina es un político mexicano miembro del Partido Popular Socialista. Nació en el estado de Colima. Fue diputado en la XLVI Legislatura del Congreso del Estado de Colima y en la XLVIII Legislatura del Congreso del Estado de Colima. Fue junto a Enrique Zúñiga Chávez, los únicos del PPS en lograr diputaciones al Congreso local gracias a las reformas promovidas durante el gobierno de José López Portillo. Como diputado secretario intervino en la realización de la Ley Estatal para la Protección de los Animales. 